# Ammophila mescalero
Ammophila mescalero är en biart som beskrevs av Menke 1966. Ammophila mescalero ingår i släktet Ammophila och familjen grävsteklar. Inga underarter finns listade i Catalogue of Life.